# Janusz Gramza
Janusz Gramza (ur. 21 maja 1943 w Częstochowie) – polski menedżer, były wojewoda lubuski.

## Życiorys
Ukończył w 1967 studia na Wydziale Budowy Maszyn Politechniki Poznańskiej. W okresie PRL należał do PZPR, później pozostał bezpartyjny.
Od lat 70. zajmował kierownicze stanowiska w przedsiębiorstwach. Był głównym inżynierem w Zakładach Przemysłu Jedwabniczego Silwana w Gorzowie Wielkopolskim. W latach 1979–1986 pełnił funkcję dyrektora naczelnego fabryki dywanów w Białymstoku, następnie do 2003 kolejno dyrektora naczelnego i prezesa zarządu Zakładów Włókien Chemicznych Stilon. Związany także z organizacjami branżowymi, w tym Polską Izbą Przemysłu Chemicznego.
W latach 2004–2006 sprawował urząd wojewody lubuskiego.
W 1999 otrzymał Krzyż Oficerski Orderu Odrodzenia Polski.